# Tulipa hoogiana
Tulipa hoogiana är en liljeväxtart som beskrevs av Boris Fedtjenko. Tulipa hoogiana ingår i släktet tulpaner, och familjen liljeväxter. Inga underarter finns listade.